# Palácio da Paz

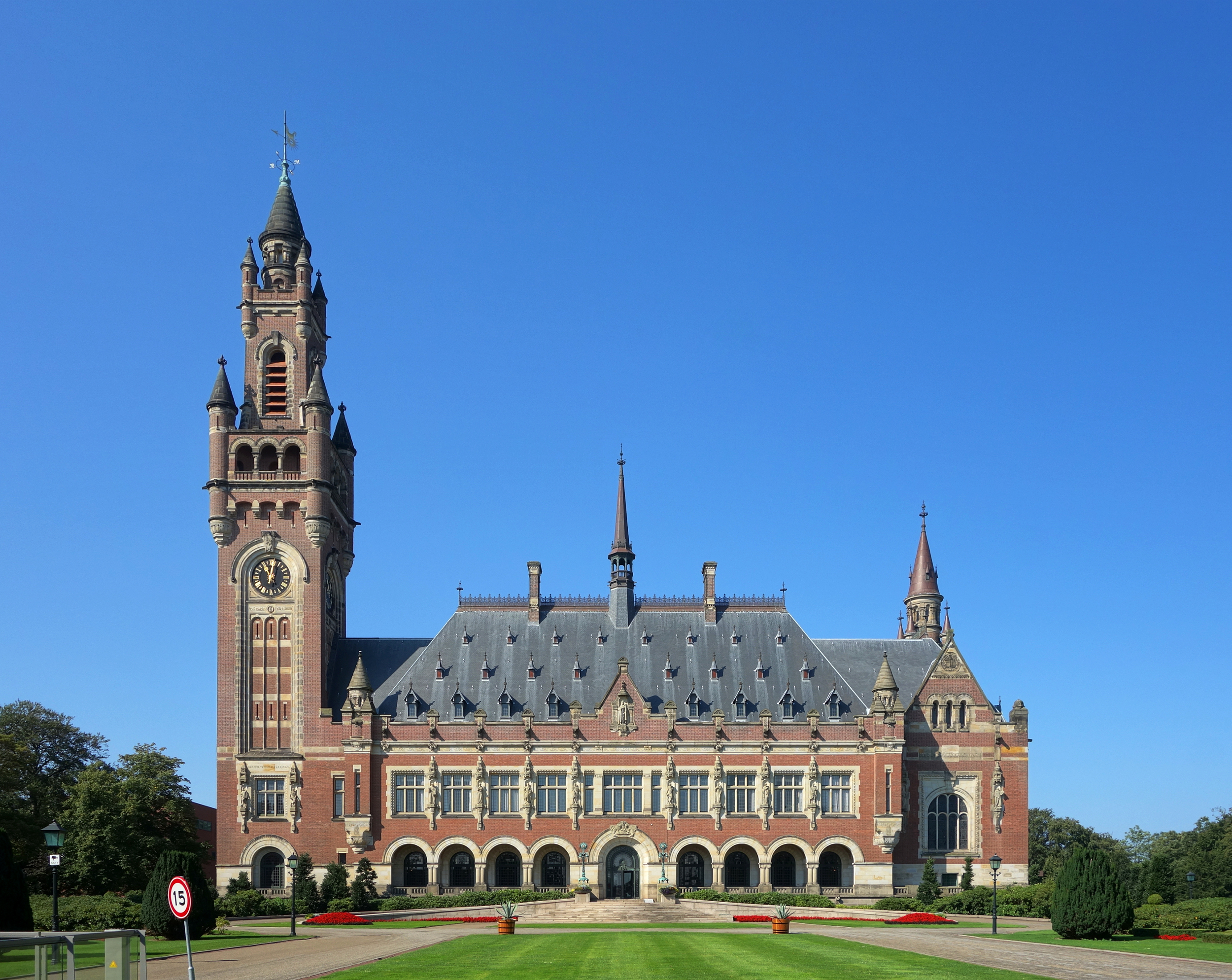
Vista externa do palácio.

O Palácio da Paz (em neerlandês Vredespaleis) é um edifício administrativo de direito internacional na cidade da Haia, nos Países Baixos. Abriga o Tribunal Internacional de Justiça (que é o principal órgão judicial das Nações Unidas), o Tribunal Permanente de Arbitragem (PCA), a Academia de Direito Internacional de Haia e a Biblioteca do Palácio da Paz.
O palácio foi inaugurado oficialmente em 28 de agosto de 1913 e foi originalmente construído para abrigar o PCA, um tribunal criado para encerrar a guerra pela Convenção da Haia de 1899. Andrew Dickson White, cujos esforços foram fundamentais na criação do tribunal, conseguiu do magnata escocês-americano Andrew Carnegie US$ 1,5 milhão (US$ 40 milhões, ajustado pela inflação) para construir o Palácio da Paz. A Marca do Patrimônio Europeu foi concedida ao Palácio da Paz em 8 de abril de 2014.

## História

### Antecedentes

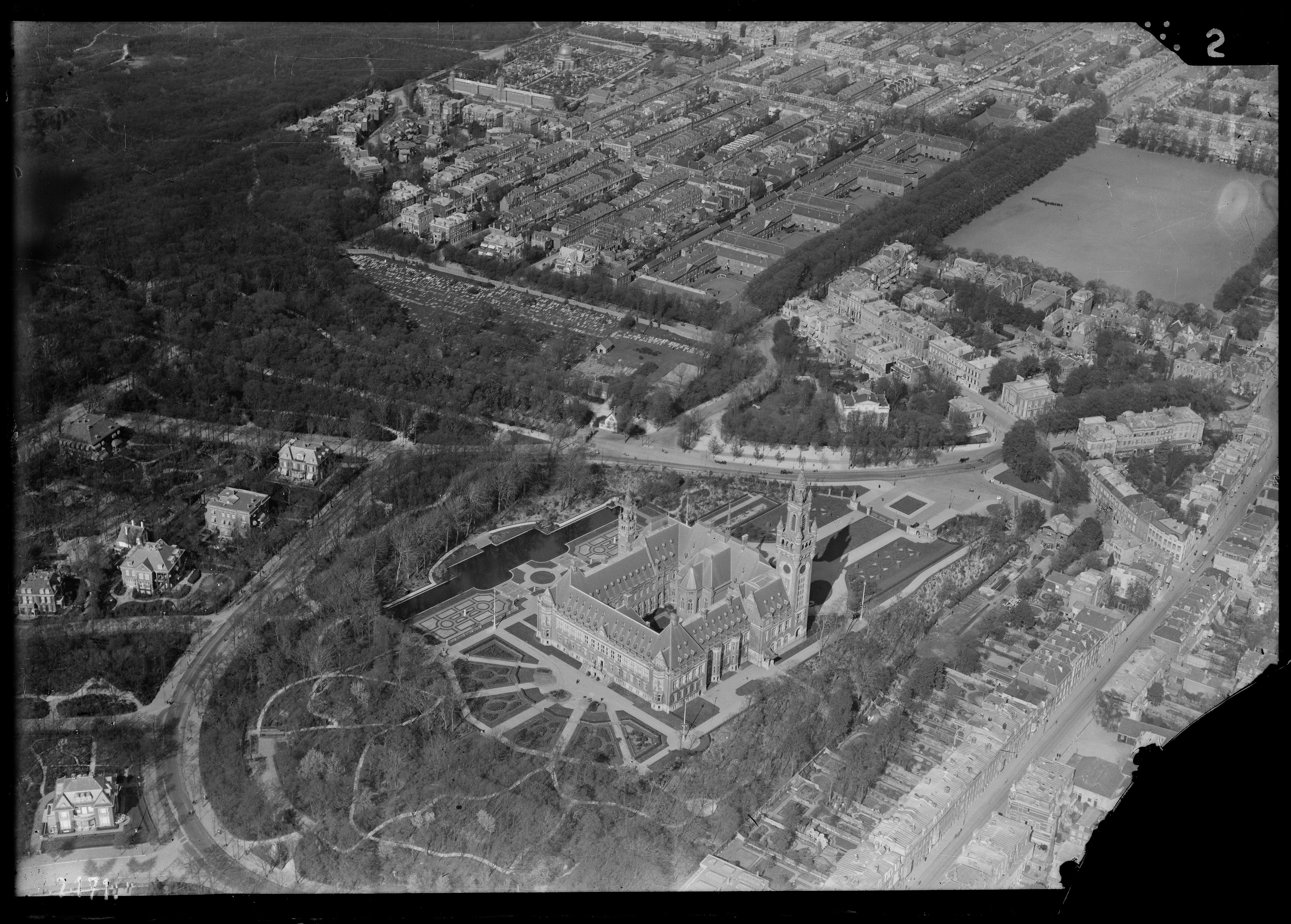
Vista aérea do Palácio da Paz, 1920–1940; Nederlands Instituut voor Militaire Historie

Em 1908, Thomas Hayton Mawson venceu um concurso para projetar o terreno. Por causa de restrições de orçamento, ele também teve que descartar elementos de design: montanhas e esculturas. Ele fez uso de um curso de água natural no local.

### Concepção
A ideia do Palácio começou a partir de uma discussão em 1900 entre o diplomata russo Friedrich Martens e o diplomata americano White sobre a criação de uma casa para o Tribunal Permanente de Arbitragem (PCA). White contatou Andrew Carnegie. Carnegie tinha reservas e, a princípio, estava apenas interessado em doar dinheiro para o estabelecimento de uma biblioteca de direito internacional. White, no entanto, conseguiu convencer Carnegie e, em 1903, Carnegie concordou em doar os US$ 1,5 milhão (US$ 40 milhões, corrigidos pela inflação) necessários para abrigar o tribunal e também para dotá-lo de uma biblioteca de direito internacional. White descreveu sua ideia para Carnegie:
“Um templo de paz onde as portas se abrem, ao contrário do templo de Jano, em tempos de paz e fechado em casos de guerra [...] como um digno testemunho do povo que, depois de muitos séculos, finalmente um tribunal que abriu suas portas para a solução pacífica das diferenças entre os povos”.

Se tal tecido fosse criado, os homens fariam peregrinações de todas as partes do mundo civilizado para vê-lo. Tornaria-se uma espécie de lugar sagrado, apreciado e venerado por homens pensantes em todo o mundo, e para o qual, em qualquer perigo de guerra entre dois países, as mentes dos homens se voltariam natural e normalmente. A principal dificuldade agora é que as pessoas das várias nações não sabem realmente o que foi feito por elas pela Conferência; mas tal edifício os faria saber disso. Seria um "sinal externo e visível" da Corte, que tornaria sua existência real e tangível conhecida até os confins da terra "
- Andrew Dickson White para Andrew Carnegie, 5 de agosto de 1902

No início, Carnegie simplesmente queria doar o dinheiro diretamente para a rainha holandesa Guilhermina dos Países Baixos para a construção do palácio, mas problemas legais proibiram isso, e em novembro de 1903 a Carnegie Stichting foi fundada para gerenciar a construção, propriedade e manutenção de o Palácio. Essa fundação ainda é responsável por essas questões.

### Construção

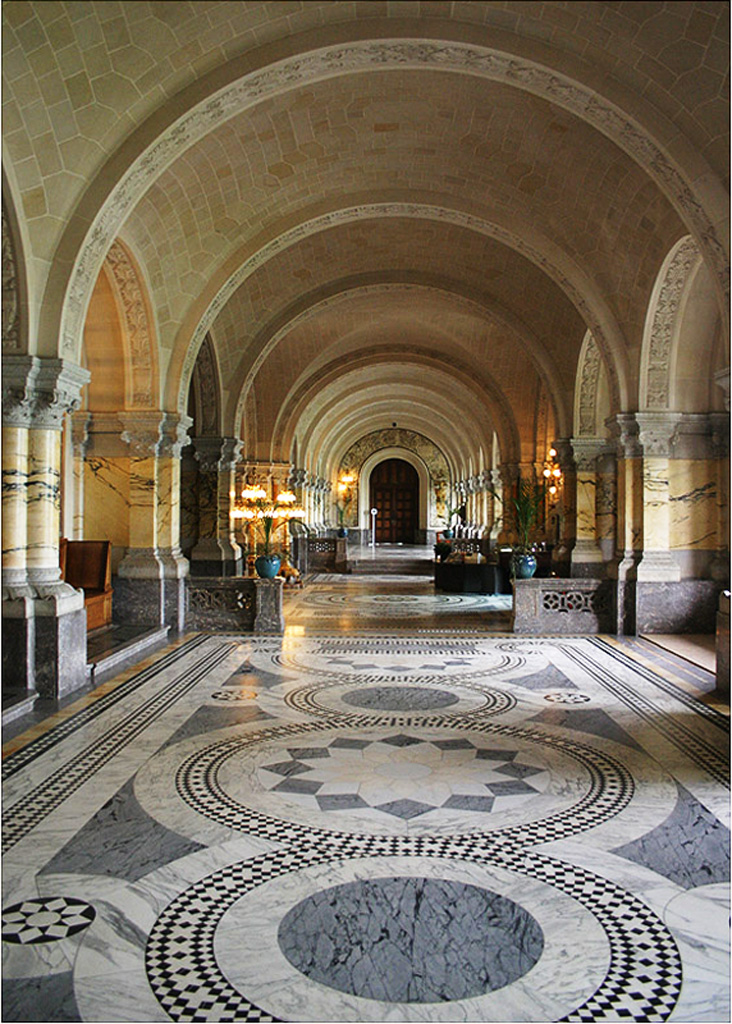
Salão principal do Palácio da Paz. O pano de fundo é a entrada do Tribunal da Corte Internacional de Justiça.

Para encontrar um projeto adequado, a fundação convocou um concurso internacional aberto. O projeto vencedor, em estilo neo-renascentista, foi apresentado pelo arquiteto francês Louis M. Cordonnier. Para construir dentro do orçamento, Cordonnier e seu associado holandês JAG van der Steur ajustaram o design. O palácio tinha inicialmente duas grandes torres sineiras na frente e duas pequenas nas traseiras. Apenas uma grande torre e uma pequena torre permaneceram na construção final. Também para economizar dinheiro, o prédio da biblioteca separado do projeto vencedor foi incorporado ao próprio palácio.
O Palácio está repleto de presentes de diferentes nações que participaram da Segunda Conferência da Haia como um sinal de seu apoio. Entre os presentes estão um vaso de 3,2 toneladas (3,1 toneladas longas; 3,5 toneladas curtas) da Rússia, portas da Bélgica, mármore da Itália, uma fonte da Dinamarca, tapetes de parede do Japão, o relógio para a torre do relógio da Suíça, tapetes persas da Pérsia e madeira da Indonésia e dos Estados Unidos da América.

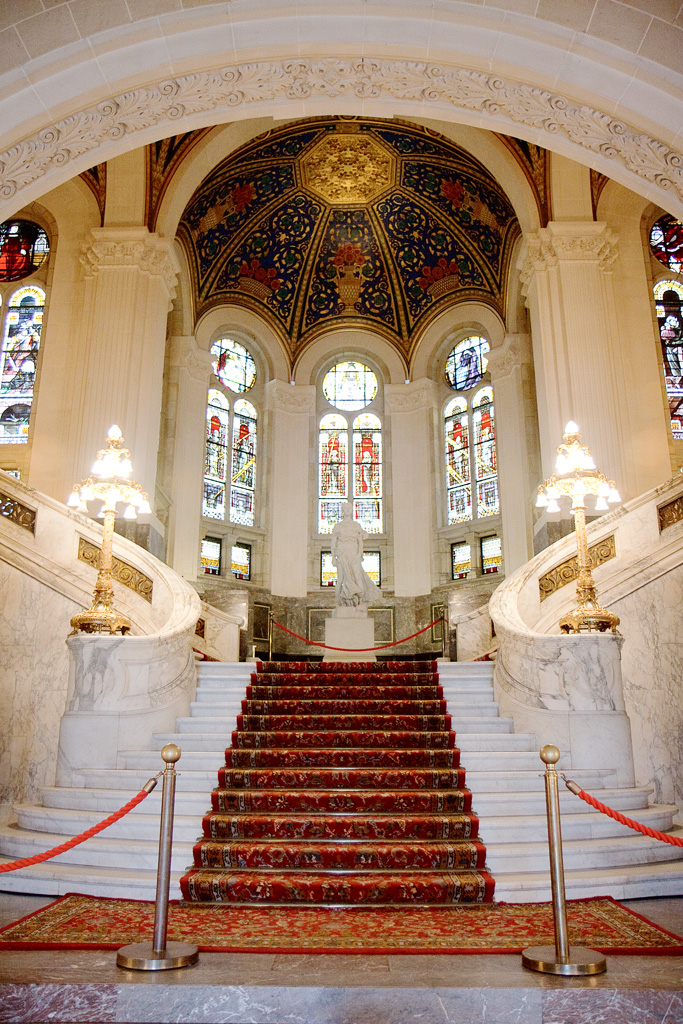
Interior do Palácio da Paz

Em 1907, a primeira pedra foi colocada simbolicamente durante a Segunda Conferência da Haia. A construção começou alguns meses depois e foi concluída com uma cerimônia de inauguração em 28 de agosto de 1913, com a presença de Andrew Carnegie, entre outros. Na cerimônia, Carnegie previu que o fim da guerra era "tão certo que virá, e virá logo, assim como o dia segue à noite". O ano era 1913.
Em 2007, a Rainha Beatriz inaugurou o novo prédio da Biblioteca de Direito Internacional do Palácio da Paz, abrigando todo o catálogo da biblioteca, uma sala de palestras e uma nova sala de leitura na ponte para o prédio principal do Palácio da Paz. Como o novo Academy Hall, a biblioteca foi projetada pelos arquitetos Michael Wilford e Manuel Schupp. Um Centro de Visitantes foi adicionado ao Palácio da Paz em 2012, que também é projetado por Michael Wilford.
Em 2002, uma chama da paz eterna foi instalada em frente aos seus portões.

## Organizações residentes
O Palácio da Paz acomodou uma variedade de organizações:
- Tribunal Permanente de Arbitragem (1913-presente) O ocupante original para o qual o Palácio da Paz foi construído. De 1901 até a inauguração do Palácio em 1913, o Tribunal Permanente de Arbitragem foi instalado em Prinsegracht 71 na Haia;
- Corte Permanente de Justiça Internacional (1922–1946) e sua sucessora, a Corte Internacional de Justiça (1946 – presente). Em 1922, a Corte Permanente de Justiça Internacional da Liga das Nações foi acrescentada aos ocupantes. Isso significa que a Biblioteca foi forçada a se mudar para um prédio anexo, e o Tribunal Permanente de Arbitragem foi transferido para a frente esquerda do prédio. Em 1946, quando as Nações Unidas substituíram a Liga das Nações, a Corte Internacional de Justiça foi estabelecida como o principal órgão judicial da ONU;
- Biblioteca de Direito Internacional do Palácio da Paz (1913 até o presente). Sendo a visão original de Carnegie, a biblioteca cresceu rapidamente para abrigar o melhor acervo de material sobre direito internacional. Embora esta estatura esteja no passado, a biblioteca ainda contém algumas obras clássicas originais, como as cópias originais das obras de Hugo Grotius sobre paz e direito e da Querela Pacis de Erasmo;
- O Carnegie Stichting (1913 até o presente);
- A Academia de Direito Internacional da Haia (1923 - presente). Fundada em 1914, fortemente defendida por Tobias Michael Carel Asser. Os fundos para a Academia vieram de outro projeto de paz de Andrew Carnegie, o Carnegie Endowment for International Peace, estabelecido em 1910.

Outros tribunais internacionais na Haia, o Tribunal de Reclamações Irã-Estados Unidos, o Tribunal Criminal Internacional para a ex-Iugoslávia e o Tribunal Criminal Internacional são organizações distintas, localizadas em outras partes da Haia.

## Interior

Galeria de obras de arte no Palácio da Paz
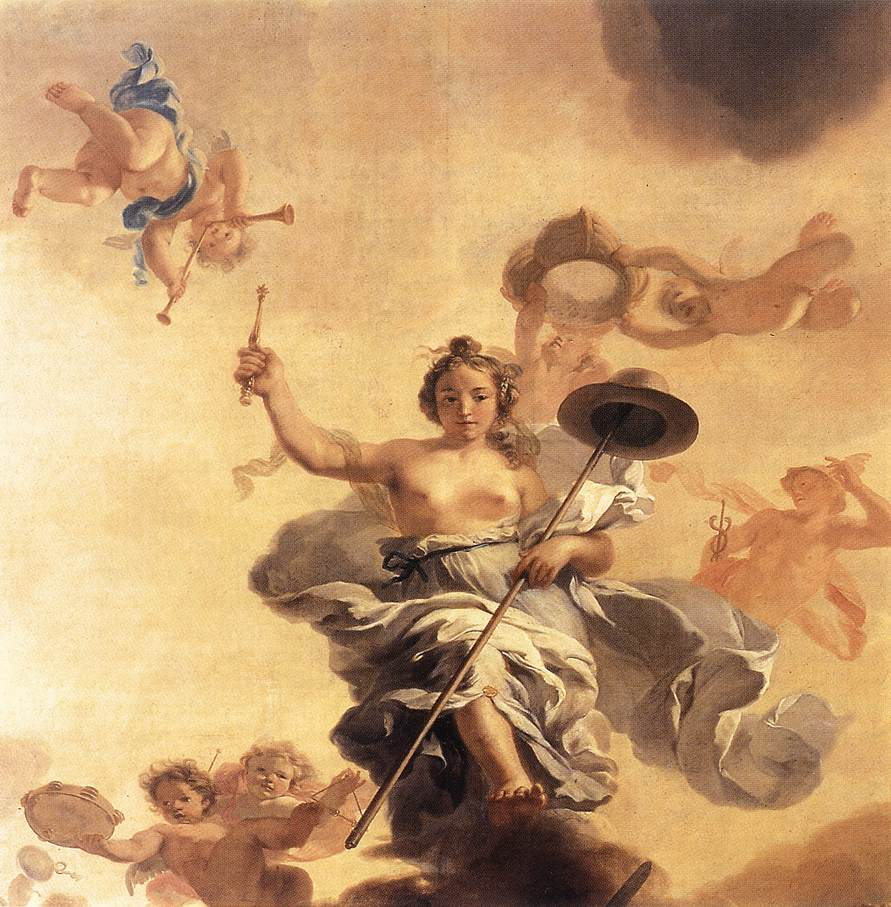
Alegoria da Liberdade de Comércio, por Gérard de Lairesse, (1672)
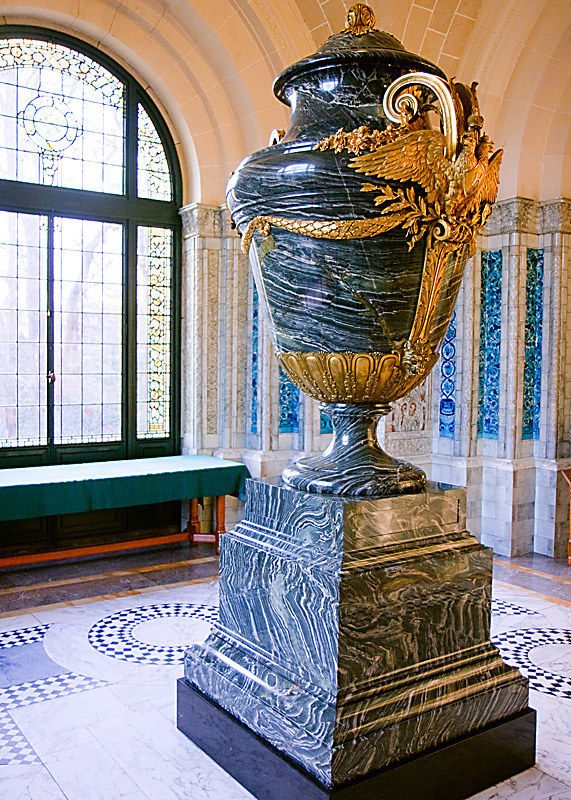
Vaso jasper, doado pela Rússia
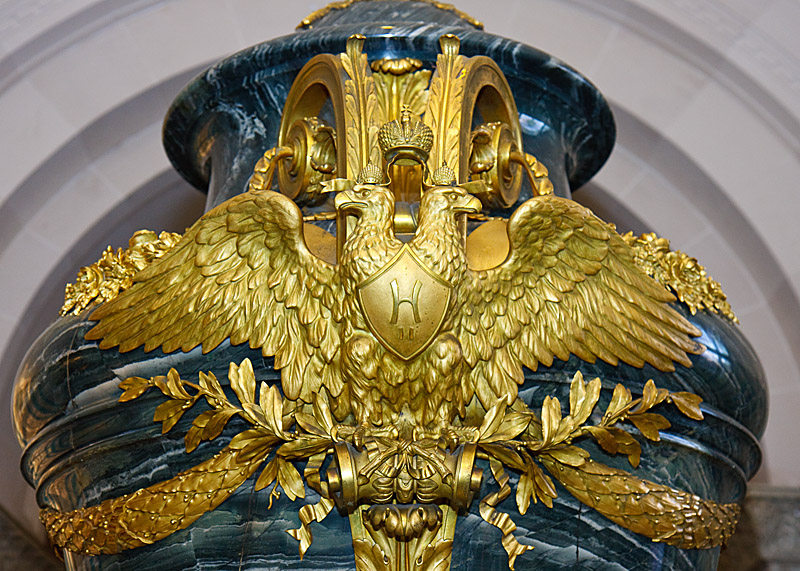
Detalhe da ornamentação do vaso
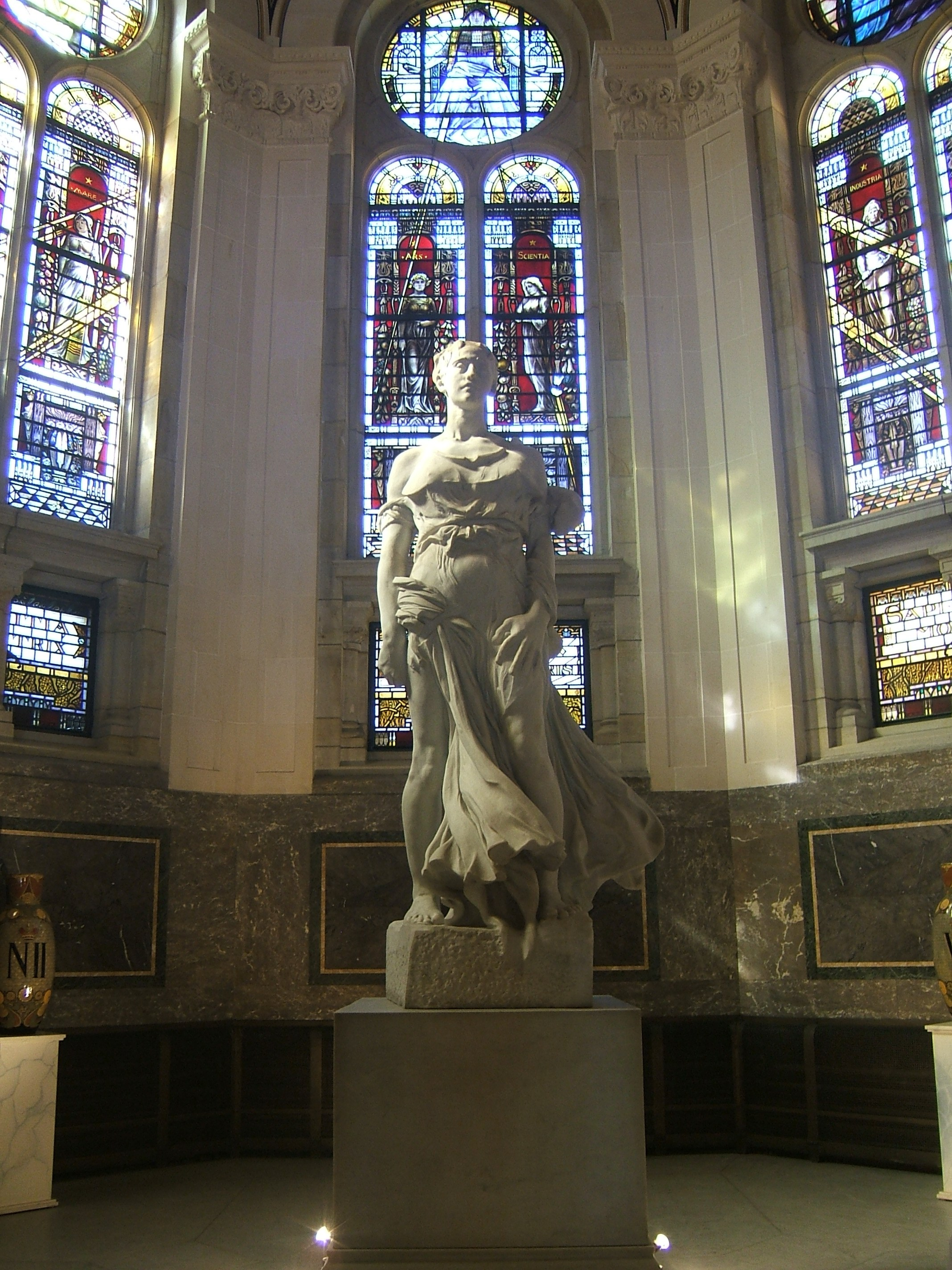
Estátua da Haia
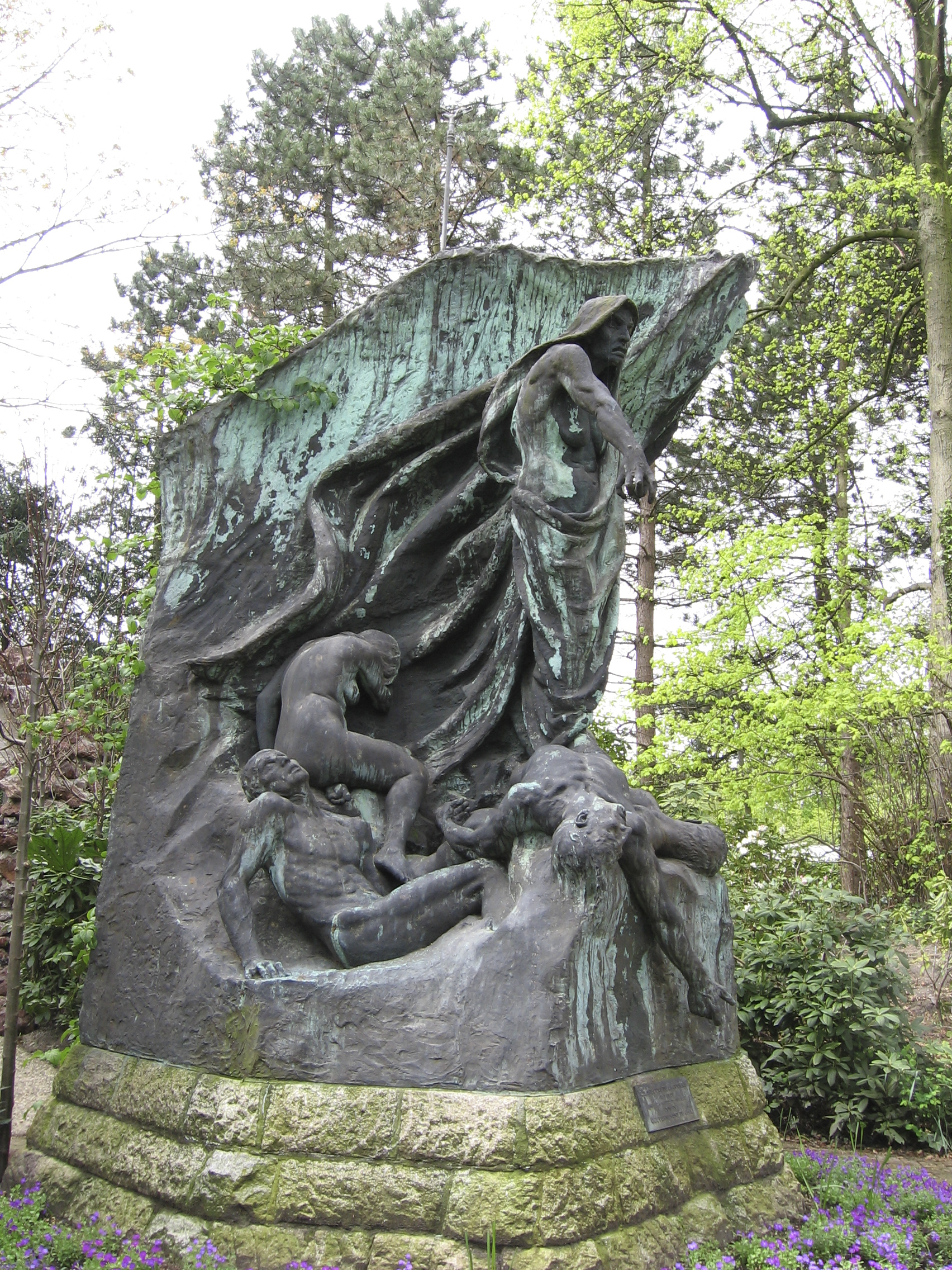
Rebeca Matte Bello, Espectro da Guerra
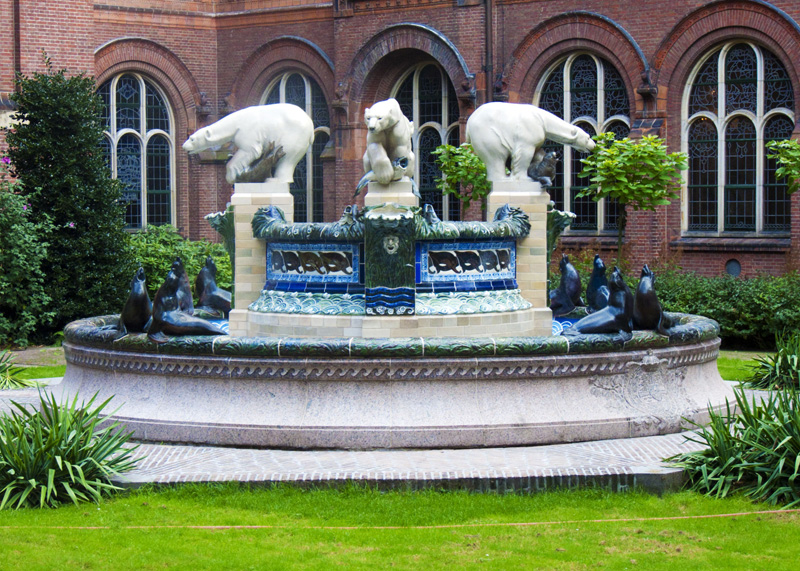
Fonte no pátio do palácio, doada pela Dinamarca

O interior do palácio também possui uma série de estátuas, bustos e retratos de proeminentes ativistas pela paz de todo o mundo e de todas as épocas.

Algumas estátuas, bustos e retratos de proeminentes ativistas pela paz de todo o mundo
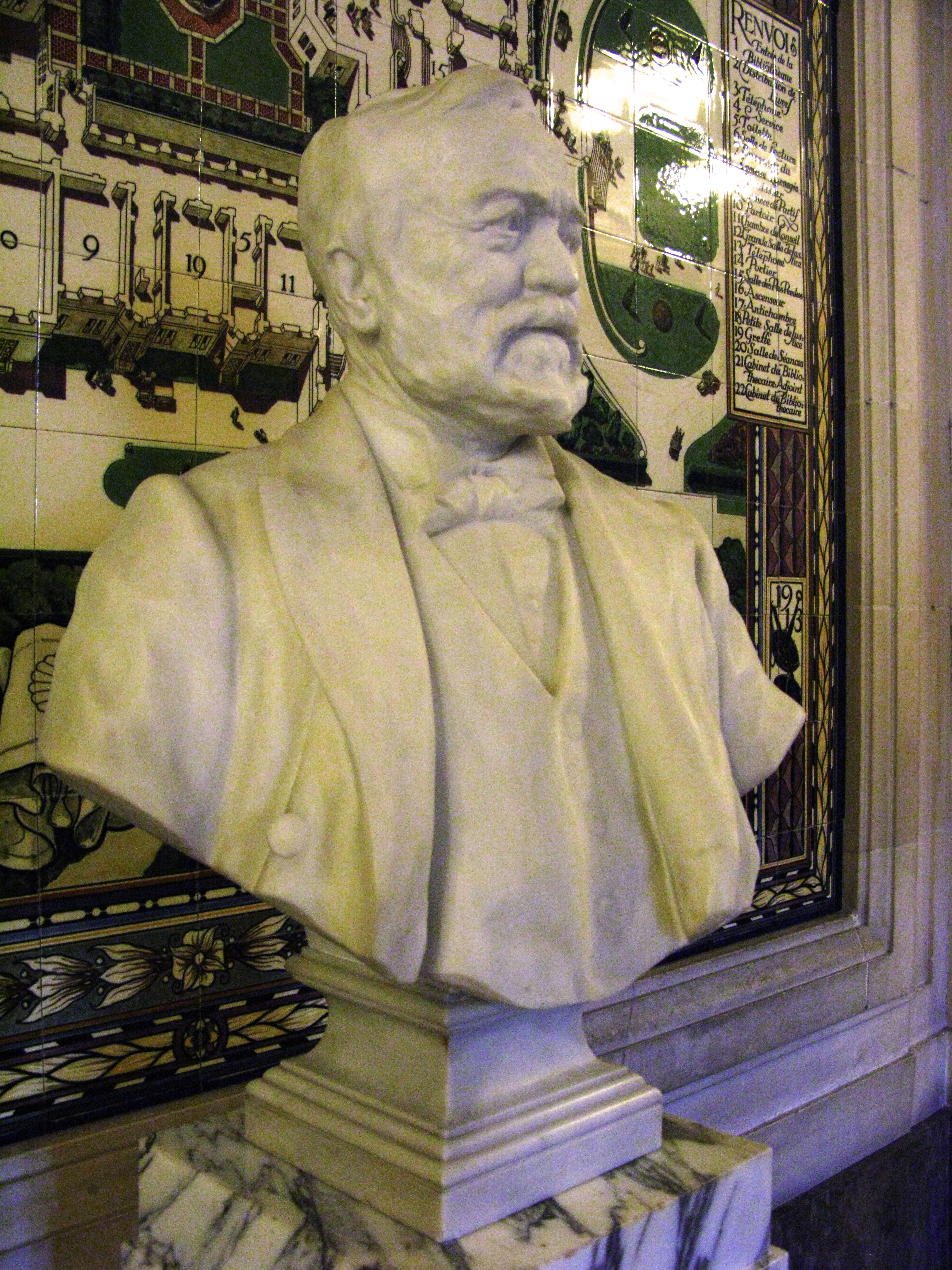
Andrew Carnegie
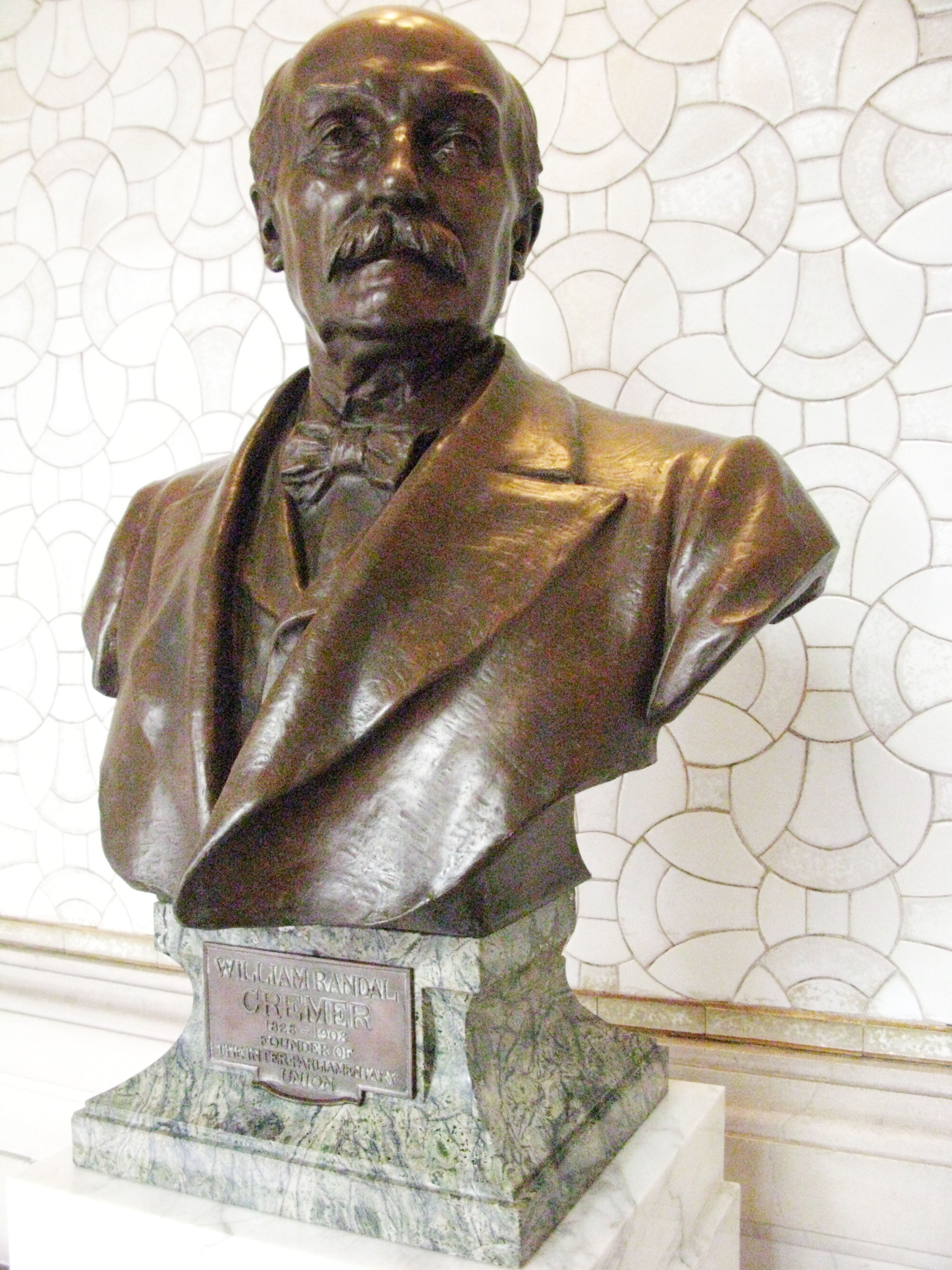
William Randal Cremer
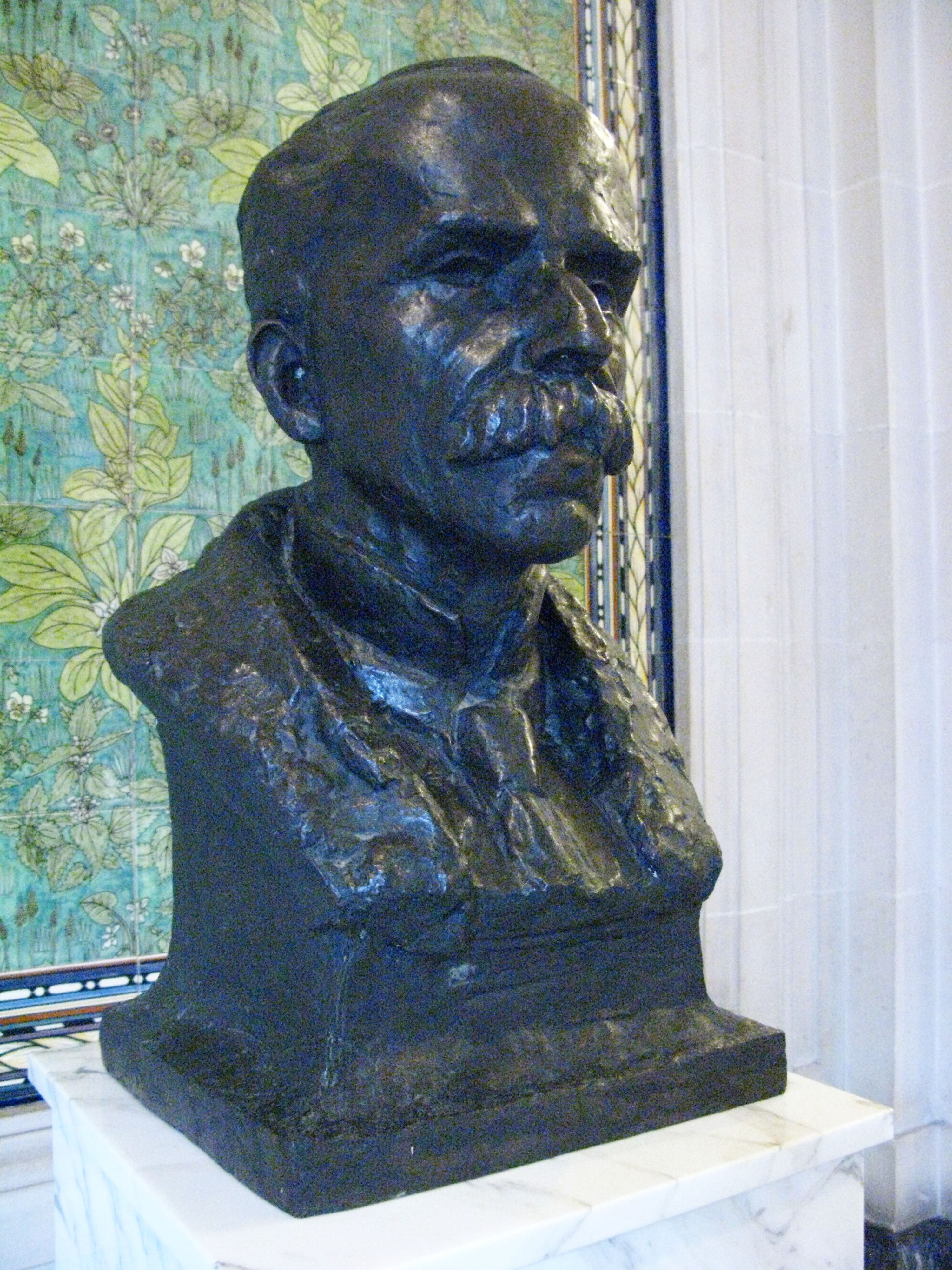
Ruy Barbosa
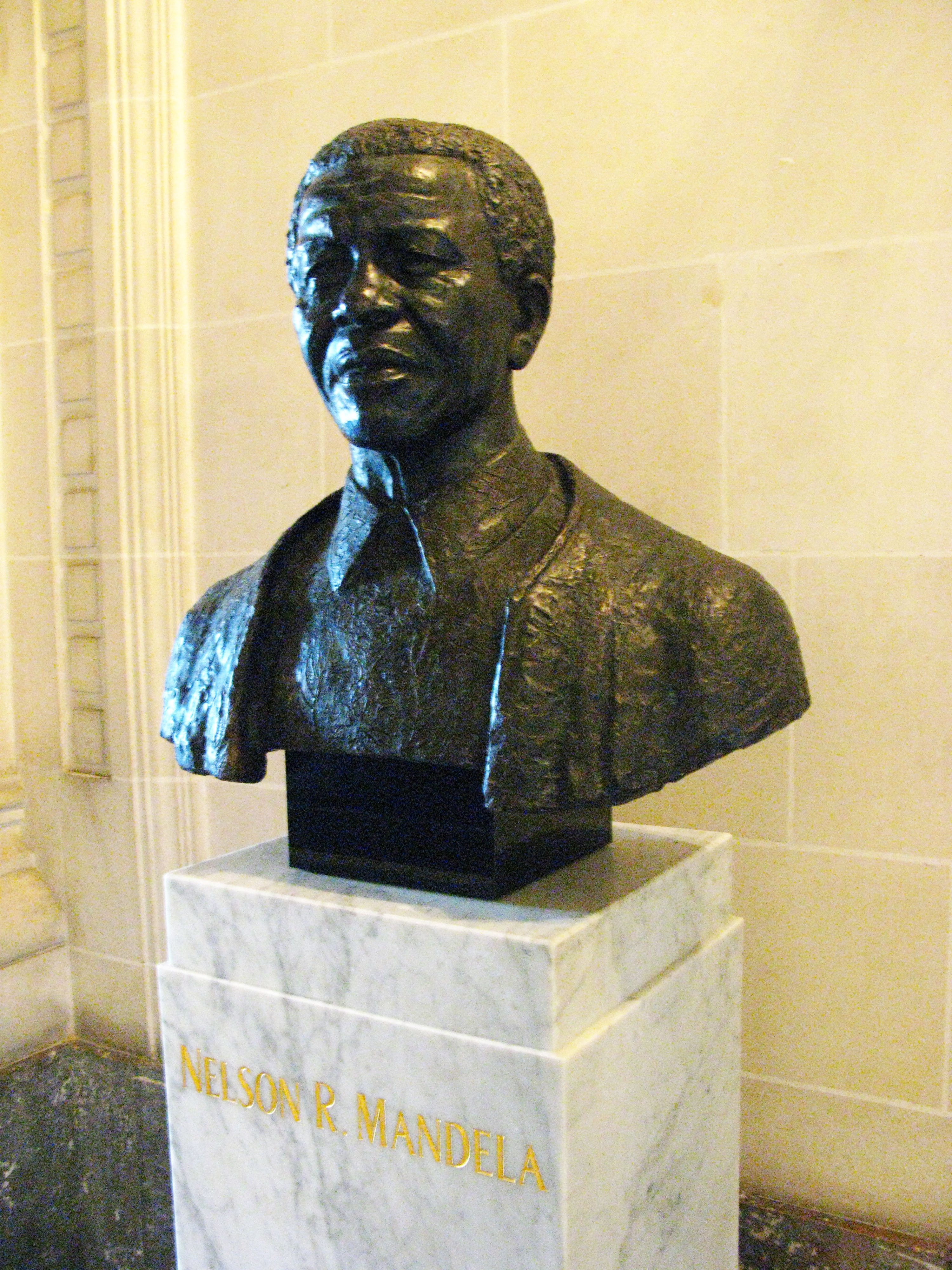
Nelson Mandela
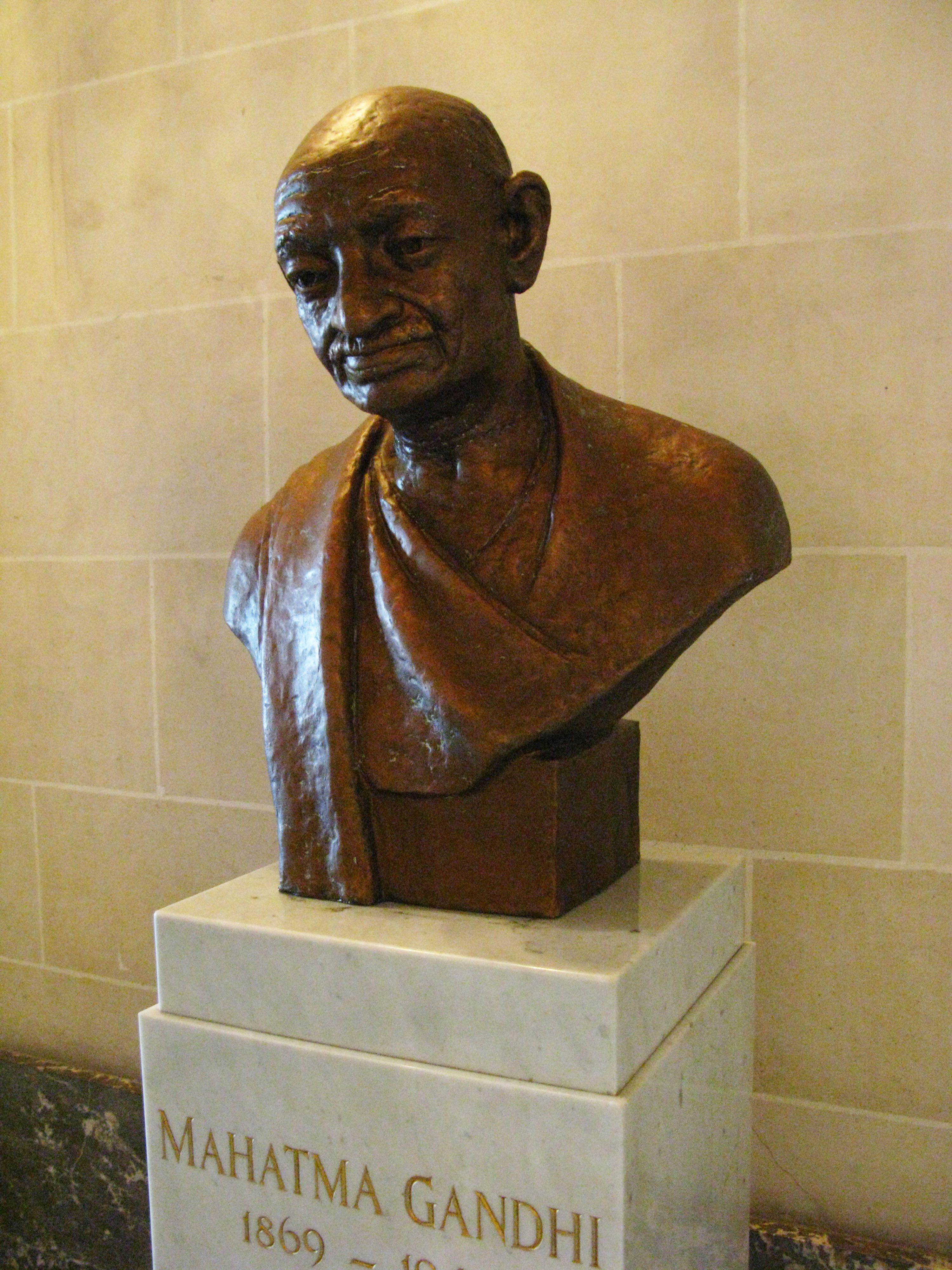
Mahatma Gandhi
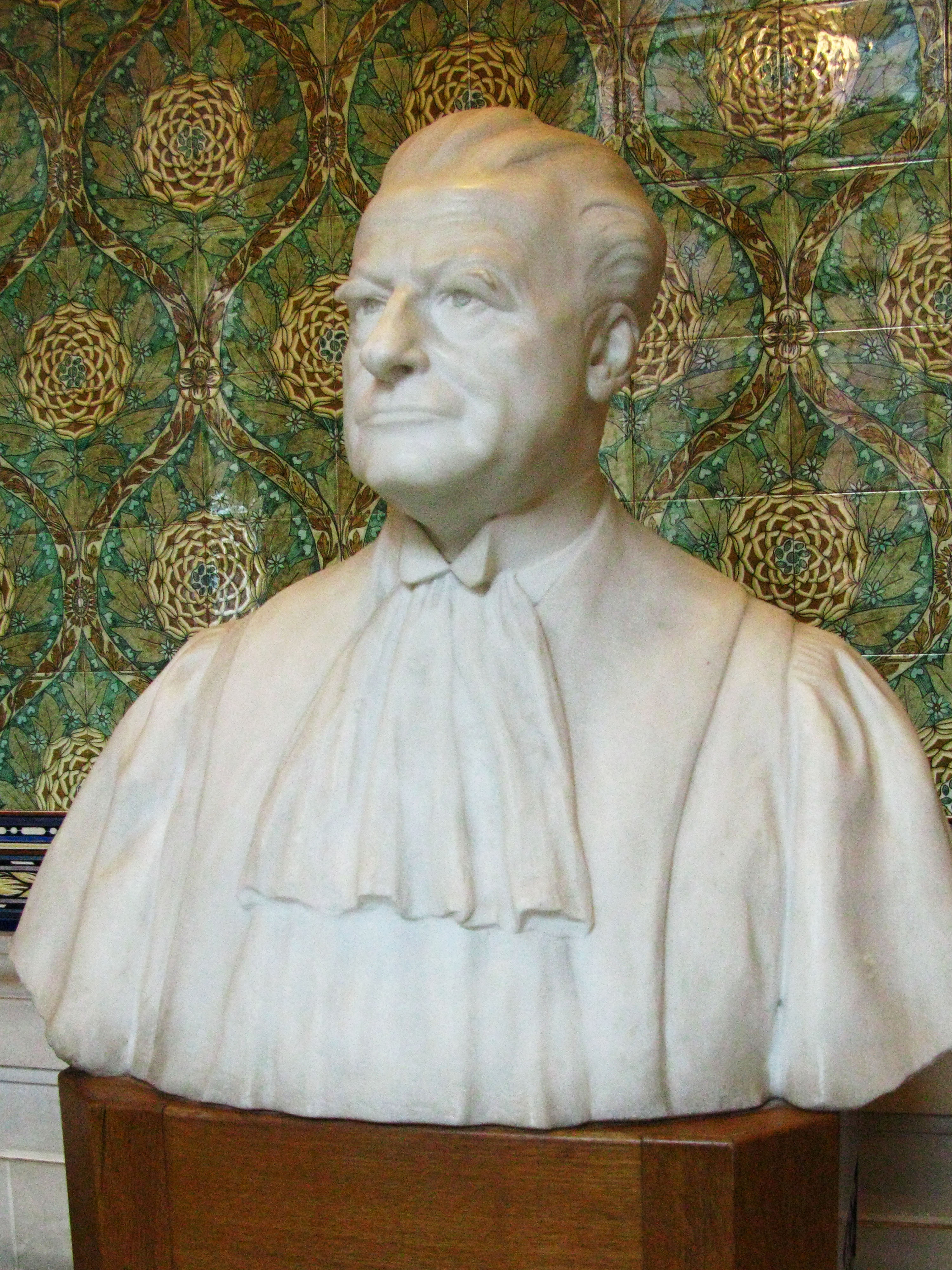
Bernard Loder
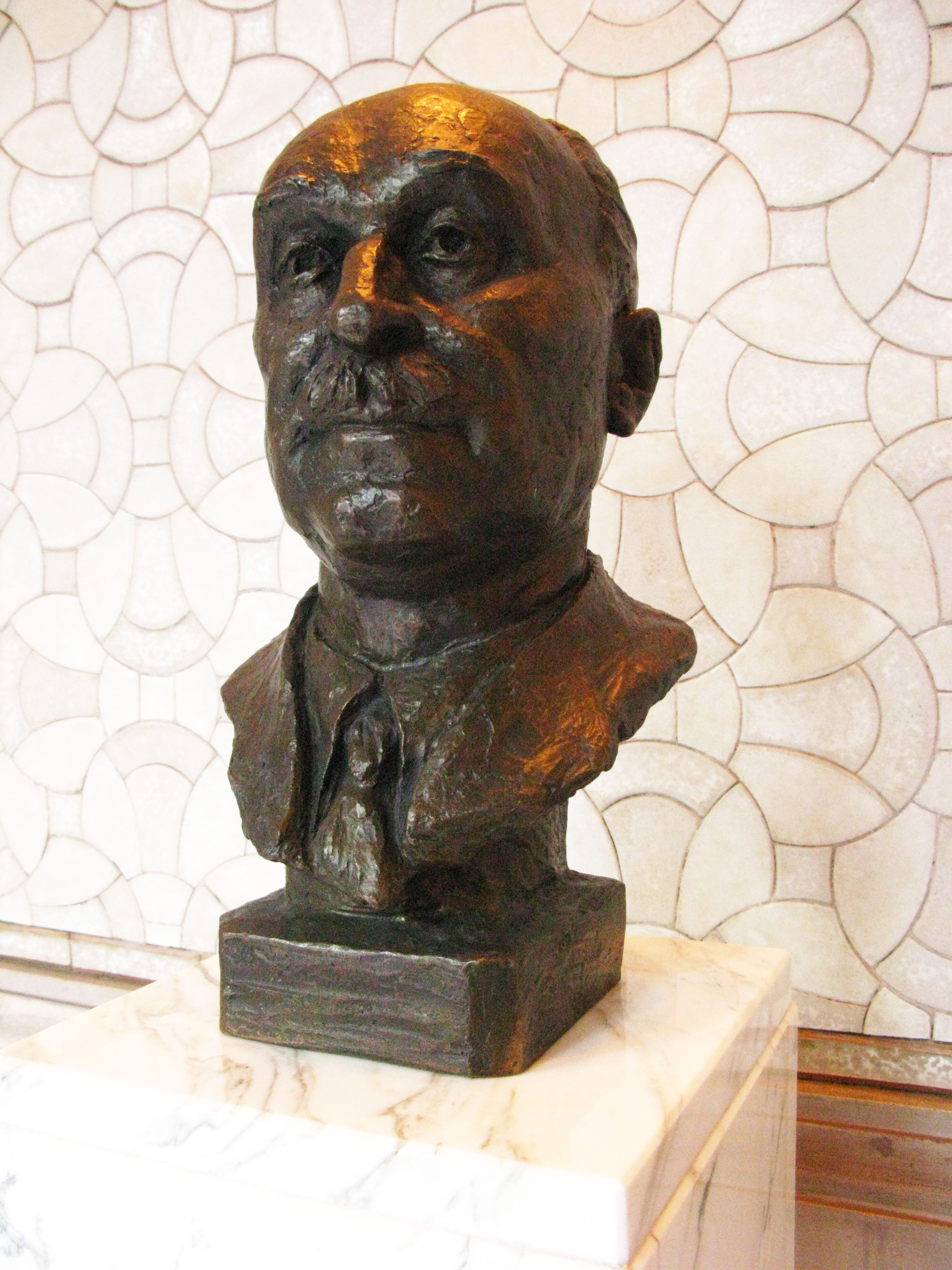
Jean Monnet
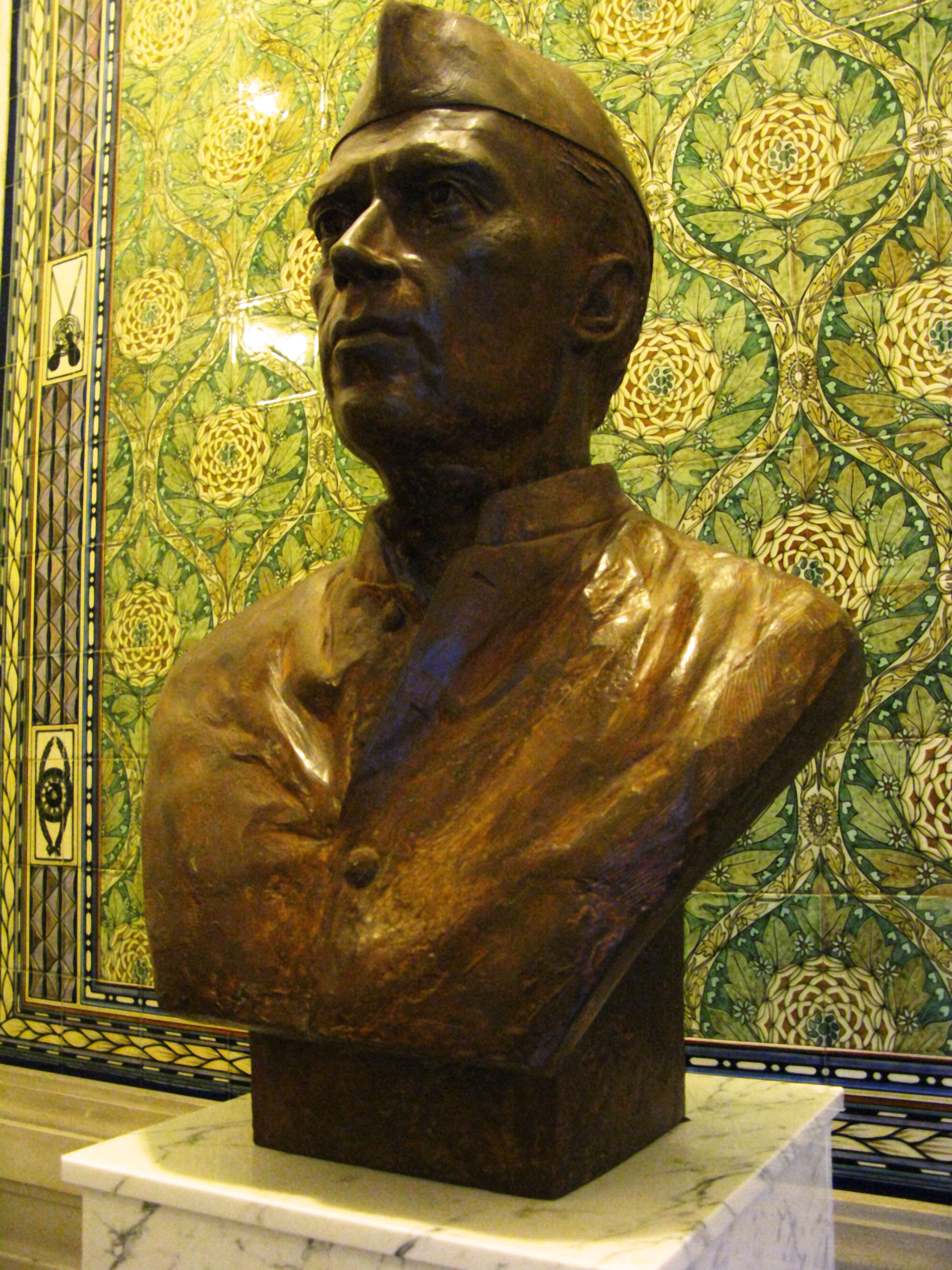
Jawaharlal Nehru